# Lyonetia
Lyonetia is een geslacht van vlinders van de familie van de sneeuwmotten (Lyonetiidae), uit de onderfamilie van de Lyonetiinae. De wetenschappelijke naam van dit geslacht is voor het eerst voorgesteld door Jacob Hübner in een publicatie uit 1825.

## Soorten
- L. acrodora Meyrick, 1915
- L. acromelas Turner, 1923
- L. alniella Chambers, 1875
- L. anthemopa Meyrick, 1936
- L. artamota Meyrick, 1915
- L. ascepta (Turner, 1900)
- L. bakuchia Kuroko, 1964
- L. bimarginellum (Walsingham, 1897)
- L. boehmeriella Kuroko, 1964
- L. boraginaceae Ghesquière, 1940
- L. calycopis Meyrick, 1920
- L. carcinota Meyrick, 1910
- L. castaneella Kuroko, 1964
- L. clerkella (Linnaeus, 1758) - hangmatmot
- L. cotifraga Meyrick, 1909
- L. embolotypa Turner, 1923
- L. eratopa Meyrick, 1933
- L. euryella Kuroko, 1964
- L. exarthrota Meyrick, 1918
- L. firmata Meyrick, 1915
- L. frigidariella Herrich-Schäffer, 1855
- L. glycinella Kuroko, 1964
- L. hemispora Meyrick, 1924
- L. hesperias (Meyrick, 1893)
- L. hygrophilella (Viette, 1957)
- L. inornatella (Chambers, 1880)
- L. iphigenia Meyrick, 1932
- L. jezonella Matsumura, 1931
- L. latistrigella Walsingham
- L. lechrioscia Turner, 1926
- L. ledi Wocke, 1859
- L. leptomitella (Meyrick, 1880)
- L. leurodes Meyrick, 1915
- L. luxurians Meyrick, 1922
- L. melanochalca Meyrick, 1911
- L. meridiana Inoue et al., 1982
- L. myricella Kuroko, 1964
- L. myura Meyrick, 1931
- L. notometra Meyrick, 1915
- L. penthesilea Meyrick, 1921
- L. photina Turner, 1923
- L. praefulva Meyrick, 1911
- L. probolactis Meyrick, 1911
- L. prunifoliella (Hübner, 1796) - sleedoornhangmatmot
- L. pulverulenta Zeller, 1839
- L. pulverulentella Zeller, 1839
- L. pyrrhoplaca Meyrick, 1936
- L. retroflexa Meyrick, 1931
- L. saliciella Busck, 1904
- L. scriptifera Meyrick, 1921
- L. semigrisea Meyrick, 1932
- L. simplella Snellen, 1904
- L. spinitarsis Meyrick, 1922
- L. sulfuratella (Meyrick, 1880)
- L. thiacma Meyrick, 1915
- L. torquens Meyrick, 1922
- L. vallaris Meyrick, 1915
- L. yasudai Kuroko, 1964
- L. zapyropis Meyrick, 1915